# Estonosepara
Estonosepara è una raccolta del duo indie pop di Barcellona Delafé y Las Flores Azules, prodotto dalla Warner Music nel 2014. L'album oltre ad essere la prima raccolta di successi del duo contiene dieci brani inediti, un nuovo remix della canzone 'Volvemos a Empezar de Cero' e un mash-up tra le canzoni 'Mar El Poder del Mar' e 'Enero en la Playa'.

## Tracce
1. Mar El Poder Del Mar
2. El Indio
3. Espiritu Santo
4. Intento
5. Mientras Beso a Mi Chico En La Arena
6. Enero En La Playa
7. La Juani
8. La Primavera
9. 1984
10. De Ti Sin Mí
11. Río Por No Llorar
12. Qué Sentido Tendría
13. La Fuerza
14. Solo Palabras
15. Salen Las Estrellas (inedito)
16. Ainanara
17. El Poder del Mar en Enero (mash-up)
18. Una Calle De París (inedito)
19. El Espiritu Loco del Teniente Bailaora
20. Sol Y Sombra (inedito)
21. Éramos (Drama Veis remix)
22. Paseo Con La Negra Flor (inedito)
23. Ciudadanos de un Lugar Llamado Mundo (inedito)
24. Volvemos a empezar de cero (Kulyela Shaolin remix)
25. El Bulli
26. Nunca Pare, Siempre Siempre (inedito)
27. Georgia (inedito)
28. Marietta (inedito)
29. Marietta & Georgia (inedito)
30. The Bitter Side of Love (inedito)